# Wapen van Electra

Het wapen van Electra

Het wapen van Electra werd op 18 september 1969 aan per Koninklijk Besluit door de Hoge Raad van Adel als wapen aan het Groninger waterschap Electra toegekend. Het waterschap hield in 1995 op te bestaan waarna het wapen buiten gebruik werd genomen. Het nieuwe waterschap Noorderzijlvest heeft een wapen gekregen met daarin elementen uit eerdere waterschappen, maar niet met dat van Electra.

## Blazoenering
De blazoenering van het wapen luidde als volgt:
Gedeeld van goud en sabel, rechts gedruppeld van keel, links van goud en beladen met een klimmende wolf van het een in het ander, getongd en genageld van keel; een schildhoofd van keel met drie ringen van goud, waarvan het binnenste geschaakt van negen stukken sabel en zilver. Het schild gedekt met een gouden kroon van drie bladeren en twee paarlen.
Het wapen is gedeeld, de eerste helft is van goud en de tweede is zwart. Over de twee helften een wolf, op het gouden deel is deze zwart en op het zwarte deel is deze goud. De tong en nagels zijn op beide delen rood van kleur. Op de gouden helft rode druppels en op de zwarte helft gouden druppels. Over de twee helften een rood schildhoofd met daarin drie gouden ringen met daarin zilveren en zwarte blokken gelijk aan een schaakbord. Op het wapen staat een gravenkroon.

## Symboliek
Het waterschap Electra had een groot elektrisch gemaal genaamd De Waterwolf, dit is door middel van de wolf opgenomen in het wapen. De druppels staan voor het water dat De Waterwolf uit de polders pompt. In het schildhoofd symboliseren de drie ringen de inliggende waterschappen Hunsingo, Westerkwartier en Reitdiep, binnen het waterschap Electra. De naam Electra ontleende het waterschap aan het feit dat de Waterwolf het eerste elektrische gemaal in Nederland was.
Aduarderzijlvest ·
Dollardzijlvest ·
Dorpster zijlvest ·
Duurswold ·
Eemszijlvest ·
Electra ·
Fivelingo ·
Generaal Zijlvest der Drie Delfzijlen ·
Gorecht ·
Havenschap Delfzijl ·
Hoop en Verwachting ·
Hunsingo ·
De Johannes Kerkhoven Polder ·
Oldambt ·
Ommelanderzeedijk ·
Pekel A ·
Reiderland ·
Reiderzijlvest ·
Termunter-Zijlvest ·
Westerkwartier ·
Westerwolde ·
Winsummer en Schaphalster Zijlvest ·